# Zeadmete atlantica
Zeadmete atlantica is een slakkensoort uit de familie van de Cancellariidae. De wetenschappelijke naam van de soort is voor het eerst geldig gepubliceerd in 2010 door Petit, L.D. Campbell & S.C. Campbell.